# Guillerval
Guillerval – miejscowość i gmina we Francji, w regionie Île-de-France, w departamencie Essonne.
Według danych na rok 1990 gminę zamieszkiwało 686 osób, a gęstość zaludnienia wynosiła 40 osób/km² (wśród 1287 gmin regionu Île-de-France Guillerval plasuje się na 728. miejscu pod względem liczby ludności, natomiast pod względem powierzchni na miejscu 122.).